# آنتینوس ۱۸۶۳
سیارک ۱۸۶۳ (به انگلیسی: 1863 Antinous، نامگذاری:1948EA) هزار و هشتصد و شصت و سومین سیارک کشف شده‌است که در ۷ مارس ۱۹۴۸ کشف شد.
قدر مطلق سیارک برابر ۱۵٫۵۴ است.